# Сион (журнал)
«Сио́н» — еженедельный журнал, выходивший в Одессе в 1861—1862 годах.

## История
Еженедельный журнал российских евреев «Сион» выходил в Одессе с 1 июля 1861 по 27 апреля 1862 года.
До 1861 года носил название «Рассвет».
Журнал редактировался одесскими врачами Эммануилом Соловейчиком и Леоном Пинскером, с № 23 — Натаном Бернштейном.
В целом «Сион» продолжил программу журнала «Рассвет». Публицистический отдел принял более академический характер, однако это не спасло издание от нападок цензуры и преследований полиции, и редакция вынуждена была прекратить издание журнала.
С мая 1869 года в городе Одессе стала выходить русско-еврейская еженедельная газета «День», которая по своей направленности очень походила на своих предшественников «Рассвет» и «Сион», однако и это издание просуществовало недолго, так как призывало на своих страницах привлечь к ответственности организаторов и участников еврейских погромов.